# Coby van Baalen
Coby van Baalen (n. 6 aprilie 1957, Werkhoven⁠(d), Utrecht, Țările de Jos) este o sportivă ce a reprezentat Regatul Țărilor de Jos, medaliată olimpică. A participat la o ediție a Jocurilor Olimpice (2000) în care a câștigat o medalie de argint.

## Participări
Lista de mai jos prezintă principalele competiții la care a participat Coby van Baalen de-a lungul carierei.
- equestrian at the 2000 Summer Olympics – team dressage[*]